# D.A.N. ZINE
『D.A.N. ZINE』は、D.A.N.の自主制作によるCD付きZINE。2014年9月に100枚限定で販売された。

## 解説
- D.A.N.による初めての作品。のちに『EP』に収録される「Now It's Dark」や『D.A.N.』に収録される「Dive」のほか、『EP』にてFLATPLAYの篠崎奏平によってリミックスされた「Beach」などの原曲が収録されている。[3]
- ZINEという特殊な形態での販売となったことについて、櫻木は「その当時は、CDっていう物としての価値を考えた時に、CDだったら買って本棚に並べたらお終いになっちゃうから、自分たちの好きな写真とかをプラスして、作品としてのディティールにこだわりたいという考えが１番にあった」と述べている。同時に、シンガポールのレーベル「KITCHEN. LABEL」から発売されるCD作品のデザインに影響を受けていることも明かしている。[4]また川上は「まだD.A.N.のことを誰も知らない時期だったので、どう自分たちを見せるか、どういう姿勢でやっているかというのを、ZINEとCDを組み合わせることによって「世界観」として打ち出したかった」「音源そのものがファイル化され実体がなくなりつつある今だからこそ、「いかにモノとしての価値をつけるか？」ということも考えた」と語っている[5]。
- すでに完売している。販売価格は1000円だったが、100枚しか作られていないため、ネットオークションなどで高値で取引される[3][6]。また、D.A.N.のメンバー本人たちも既に所有していない[7]。

## 収録曲
| #  | タイトル         | 作詞 | 作曲・編曲 |
| -- | ---------------- | ---- | ---------- |
| 1. | 「CURVE」        |      |            |
| 2. | 「NOW ITS DARK」 |      |            |
| 3. | 「DIVE」         |      |            |
| 4. | 「BIRDY」        |      |            |
| 5. | 「BEACH」        |      |            |